# Speicher Lerchenhausen 1
Der Speicher Lerchenhausen 1 in Twistringen, Ortsteil Natenstedt, stammt von 1851 (Inschrift).
Das Gebäude steht unter Denkmalschutz (Siehe auch Liste der Baudenkmale in Twistringen).

## Beschreibung
Das eingeschossige verklinkerte Gebäude mit dem abknickenden Satteldach, den traditionellen Pferdeköpfen am Giebel, der Grooten Door mit kräftigem Segmentbogen, den gerundeten Fenstern und dem mittleren giebelteilendem Gesims wurde als Massivbau im Blockverband, aber in der Tradition der niedersächsischen Hallenhäuser gebaut, mit schlichten, gründerzeitlichen Gestaltungsformen. In dieser Art ist es ein seltenes Zeugnis bäuerlicher Gebäude aus dieser Zeit der Fachwerkhäuser.
Weitere Wohn- und Nebengebäude umgeben den Vollmeierhof.
Hinweis: In der Nachbarschaft steht das Wohn- und Wirtschaftsgebäude Lerchenhausen 4 aus dem 18. Jahrhundert.